# Milan Šperl
Milan Šperl (fil), född 26 februari 1980 i Karlovy Vary, är en tjeckisk längdåkare.
Šperl gjorde sin första tävling i världscupen 2000 och det bästa resultatet i världscupen (tom dec 2007) är en tiondeplats. Däremot har Šperl flera gånger lyckats väl som en del av det tjeckiska stafettlaget både i vanlig stafett och i sprintstafett. Vid VM 2007 var Šperl med och tog brons tillsammans med Dušan Kožíšek. 
Šperl har varit med i två olympiska spel (2002 och 2006) och som bäst slutat 27:a i Turin på 30 kilometer.